# Vinköl
Vinköl är en kyrkbyn i Vinköls socken i Skara kommun i Västergötland belägen fyra kilometer sydväst om Skara. Mellan 2005 och 2020 avgränsade SCB här en småort.
Strax nordost om bebyggelsen ligger sockenkyrkan Vinköls kyrka.